# Акбута
Акбута — исчезнувший хутор в Иштугановском сельсовете Мелеузовского района Башкортостана.

## История
Возник на месте хутора д. Нижнеташево. Хутор принадлежал юртовому старшине Акбуте Булгакову (родился в 1747-м, в 1816 г. ему было 69 лет). Его дети Абдулвали, Абдулхалик, Абдулмазит, Ибниамин (Асфандияров А. 3. История сел и деревень Башкортостана и сопредельных территорий. Уфа: Китап, 2009. — 744 с. ISBN 978-5-295-04683-4).
С 1930 года входил в состав Кипчакской волости Мраковского района (Приложение к постановлению Центрального Исполнительного Комитета и Совета Народных Комиссаров БАССР от 20. 08.1930 г. об административном делении БАССР на районы, в книге История административно-территориального деления Республики Башкортостан (1708—2001). Сборник документов и материалов. Уфа: Китап, 2003. — 536 с. С.98).
Упразднён в 2006 году Законом Республики Башкортостан от 21.06.2006 № 329-з «О внесении изменений в административно-территориальное устройство Республики Башкортостан в связи с образованием, объединением, упразднением и изменением статуса населенных пунктов, переносом административных центров»

9. Упразднить:

7) хутор Акбута Иштугановского сельсовета Мелеузовского района
.

## Географическое положение
Расстояние до:
- районного центра (Мелеуз): 120 км,
- центра сельсовета (Иштуганово): 47 км,
- ближайшей ж/д станции (Мелеуз): 120 км.

## Население
В 1920 г. в хуторе при 113 дворах жили 77 человек, в основном татары и мишари (Асфандияров 2009). К 1972 году преобладающая национальность — татары.